# Eric Zumbrunnen
Eric Zumbrunnen (1964. november 4. – Pacific Palisades, Kalifornia, 2017. augusztus 1.) amerikai filmvágó.

## Filmjei
Mozifilmek
- Alien Beach Party Massacre (1996, színész)
- John Malkovich menet (Being John Malkovich) (1999)
- Adaptáció (Adaptation) (2002)
- Ahol a vadak várnak (Where the Wild Things Are) (2009)
- John Carter (2012)
- A nő (Her) (2013)

Rövidfilmek
- The Date (1997)
- How They Get There (1997)
- Amarillo by Morning (1998, dokumentum)
- Lick the Start (1998)
- An Intimate Look Inside the Acting Process with Ice Cube (1999, dokumentum)
- Tesla: Tripping the Light Electric (2000)
- I'm Here (2010)

Zenei videók
- Fatboy Slim: Weapon of Choice (2001)
- Björk: Volumen (1999)
- Beck: Where It's At (1996)
- Björk: It's Oh So Quiet (1995)
- Wax: California (1995)
- Weezer: Buddy Holly (1994)
- That Dog: Old Timer (1994)
- The Jim Rose: Circus Sideshow (1993)
- Iron Maiden: Donington Live 1992 (1993)
- The Breeders: Cannonball (1993)
- Captivated: The Video Collection '92 (1991)